# Сельчук, Тимур
Тимур Сельчук (тур. Timur Selçuk, 2 июля 1946 — 6 ноября 2020) — турецкий певец, пианист, дирижёр и композитор. Сын певца и композитора Мюнира Сельчука.  Государственный артист Турции (1998).

## Биография
Родился 2 июля 1946 года в Стамбуле. Сын композитора Мюнира Сельчука и его жены Шехиме Эртон. Играть на пианино начал уже в возрасте 5 лет, в 7 дал свой первый концерт.
Окончил Галатасарайский лицей и Стамбульскую консерваторию. В 1975 году стал выпускником расположенной в Париже частной консерватории Нормальная школа музыки. После этого вернулся в Турцию.
В 1977 году основал Стамбульскую оркестровую палату и Современный музыкальный центр (тур. Çağdaş Müzik Merkezi), целью которого было обучение музыке. В течение 10 лет работал в Ankara Sanat Tiyatrosu.
В 1998 году получил звание Государственного артиста.
Умер 6 ноября 2020 года.
Был женат на Хандан Сельчук.

### Творчество
Писал произведения на основе стихов Умита Яшара, Орхана Вели, Фарука Нафиза Чамлыбеля, Аттилы Ильхана и Назыма Хикмета. Первую пластинку выпустил в 1960-х годах. После этого выступал с концертами, на них пел, аккомпанируя себе на пианино. Дважды, в 1975 и 1989 годах, принимал участие на «Евровидении».
Одной из наиболее известных его работ считается фортепианное исполнение турецкого первомайского марша.